# Кольца Земли

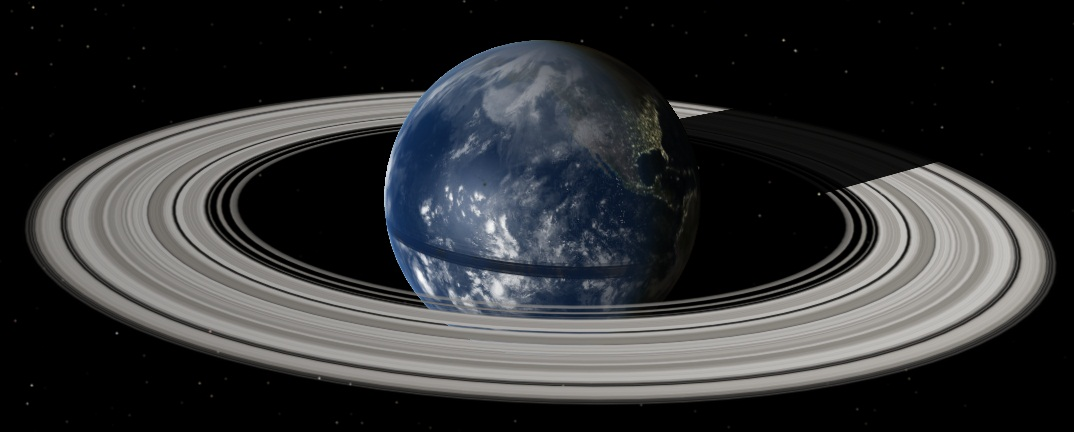
Сгенерированное программой Celestia изображение Земли с кольцами. Видна широкая тень, отбрасываемая планетой на кольца, и узкая тень от колец на поверхности (по экватору)

Кольца Земли — гипотетический астрономический объект, представляющий собой плоские концентрические образования, состоящие из пыли или иных компонентов, обращающиеся вокруг Земли. Гипотезы о существовании колец в настоящее время или в прошлом выдвигались различными авторами. В частности, гипотезы Джона О’Кифа, Питера Фосетта и Марка Бослоу связывают глобальные климатические изменения, имевшие место в геологической истории Земли, с формированием и существованием системы колец. Общепризнанных научных доказательств наличия системы колец у Земли в настоящее время или в каком-либо из периодов её существования не имеется.
В настоящее время планетарные кольца обнаружены у Сатурна, Юпитера, Урана и Нептуна, возможно также их присутствие у Реи (спутника Сатурна) и Плутона. У планет же земной группы колец не обнаружено.
Сценарии, в которых Земля имеет или приобретает систему колец, встречаются в научно-фантастической литературе, фильмах и иных произведениях искусства.

## Гипотезы о нестабильности колец
По словам Линды Спилкер из Jet Propulsion Laboratory, специалиста по кольцевым системам планет, гипотетическая система колец вокруг Земли являлась нестабильной и могла быть разрушена в течение короткого (по астрономическим масштабам) периода. Основными факторами, определяющими нестабильность кольца, являются приливное воздействие Луны и Солнца, разрушающее кольцо, а также солнечный ветер, выметающий из околоземного пространства мелкие составляющие кольца.

## Гипотезы о существовании колец в прошлом

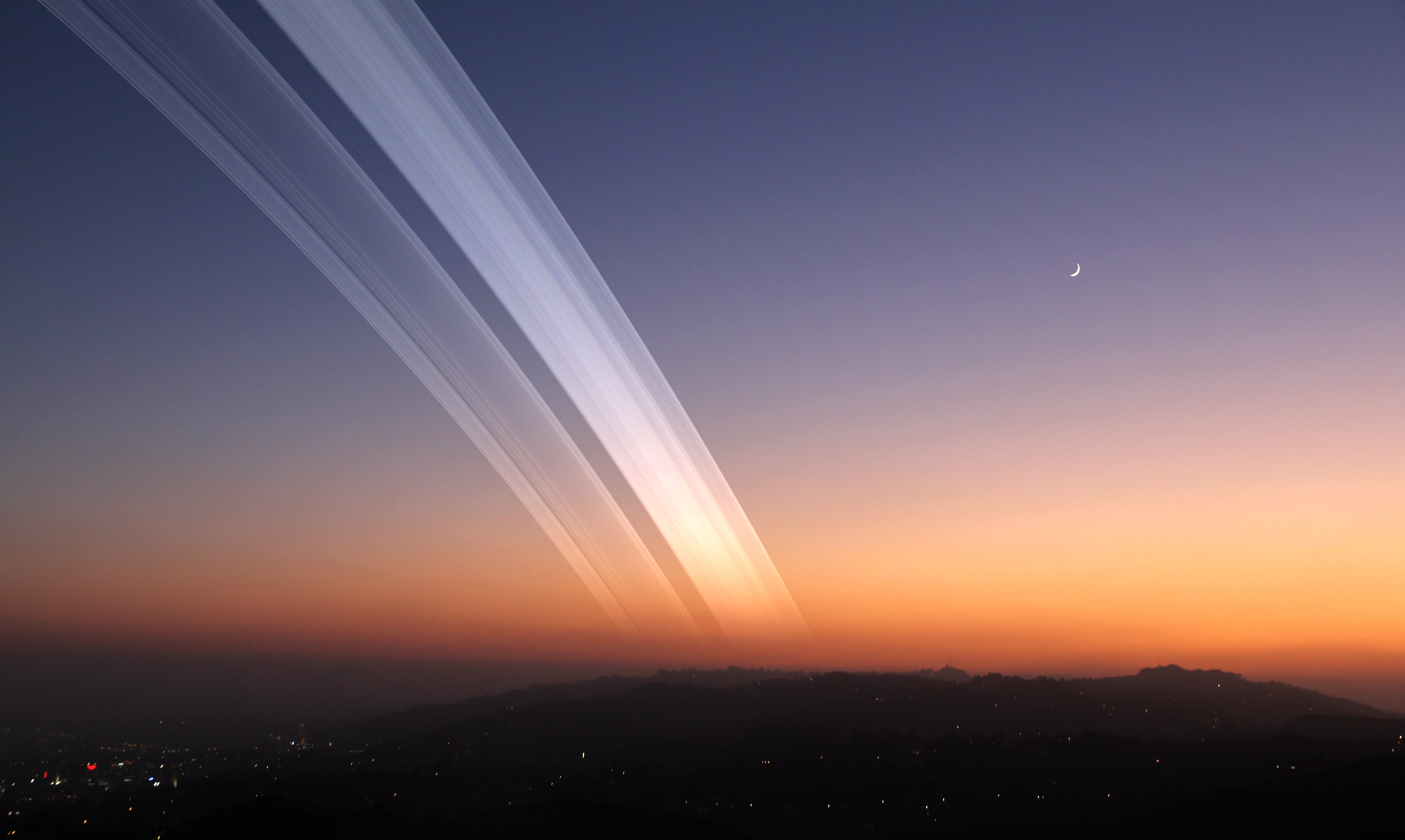

В 1980 году в журнале Nature была опубликована статья, автор которой, Джон О’Киф из Goddard Space Flight Center, предположил, что 34 миллиона лет назад у Земли могли существовать кольца, подобные кольцам Сатурна. О’Киф связал уменьшение зимних температур в позднем эоцене с выпадением большого числа тектитов.
Он предположил, что тектиты и микротектиты, захваченные гравитационным полем Земли, могли образовать кольцо, стабильное на протяжении нескольких миллионов лет. Затенение Земли кольцом могло привести к глобальному похолоданию, с которым связывается вымирание многих видов морских организмов в позднем эоцене.
По мнению Питера Фосетта (Университет Нью-Мексико) и Марка Бослоу (Sandia National Laboratories, Министерство энергетики США), формирование системы колец, состоящих из вещества, выброшенного при столкновении комет и астероидов с Землёй, могло стать одной из причин глобального оледенения.
Исследование сообщений о падении метеоритов, наблюдении болидов и метеорных дождей за период с 800 года до н. э. по 1750 год н. э., проведённое учёными Национального музея Дании, показало, что можно выделить 16 периодов увеличения числа подобных явлений. Авторы исследования связывают такие увеличения с распадом захваченного Землёй небольшого небесного тела (кометы или астероида) в зоне Роша с последующим образованием кольца и выпаданием его материала в форме метеоров и метеоритов.
В ноябре 2024 года в журнале Earth and Planetary Science Letters вышла статья, в которой выдвигалась гипотеза о наличии у Земли колец в первой половине ордовикского периода, около 466 млн лет назад. Эта гипотеза объясняет наличие 21 небольшого ударного кратера, образовавшегося во временном диапазоне, примерно равном 40 миллионам лет, и образующего линию, проходящую только на широте 30 ° выше экватора. Авторами гипотезы предполагается, что 466 млн лет назад околоземный астероид вошёл в земную полость Роша и разрушился, оставив от себя небольшое кольцо, части которого затем постепенно сошли с орбиты с столкнулись с поверхностью планеты. Предполагается, что затенение поверхности Земли этим кольцом спровоцировало гирнантское оледенение.

## Гипотезы о наличии колец в настоящее время

Согласно сообщению, напечатанному в журнале «Наука и жизнь» в 1988 году, советскими учёными в начале 1980-х годов на основе обработки данных спутников «Электрон-1», «Электрон-3» и «ГЕОС-2» был сделан вывод о том, что у Земли имеются кольца, состоящие из мелких пылинок и располагающиеся на расстоянии от 400 до 235 000 км от поверхности планеты, причём плотность колец уменьшается с ростом расстояния от Земли. Эти кольца по-разному наклонены к плоскости экватора и из-за небольшого размера пылинок невидимы с Земли. Был также сделан вывод о наличии аналогичных колец у Луны (на основании данных, полученных станцией «Луна-10»).
Учёные из Jet Propulsion Laboratory, используя планетарный радар обсерватории Голдстоун, обнаружили, что на высоте 600 км присутствует поток мелких частиц (6,4 частицы на квадратный километр в день, размером от 1,8 мм), причём 40 % из них сконцентрированы на одной или двух орбитах. Одним из возможных объяснений является наличие у Земли пылевого кольца с наклонением 35,1°.

## Проекты создания искусственных колец
Один из проектов Николы Теслы предполагал постройку вокруг экватора Земли твёрдого кольца с использованием гигантской системы подпорок. После завершения строительства подпорки должны были быть убраны, после чего кольцо должно было оказаться подвешенным в пространстве, вращаясь с той же скоростью, что и Земля. По словам Теслы, если бы удалось затормозить вращение этого кольца, оно бы могло использоваться для путешествий с огромной скоростью. Аналогичные проекты с использованием современных технологий (например, колоссальных углеродных трубок) предлагаются и в настоящее время.
В начале 1960-х годов искусственное кольцо вокруг Земли было создано Вооружёнными силами США для нужд дальней радиосвязи в рамках проекта West Ford. Кольцо состояло из 480 000 000 медных дипольных антенн (иглы длиной 1,78 см, диаметром 25,4 (1961) или 17,8 мкм (1963)), выведенных на орбиту. Первая попытка запуска состоялась 21 октября 1961 года, однако иглы не распределились по орбите. Успешный запуск состоялся 9 мая 1963 года, после чего кольцо успешно использовалось для радиосвязи. Иглы находились на средней околоземной орбите высотой от 3500 до 3800 км с наклонением 96 и 87°. Проект был закрыт в связи с разработкой современных спутников связи и из-за протестов со стороны учёных и общественности относительно загрязнения космоса. К 1970 году большинство игл под воздействием давления солнечного ветра вошли в атмосферу и опустились на Землю; из-за их небольшого размера они достигли поверхности невредимыми: в Арктике на квадратный километр выпало до 5 игл. По состоянию на 2008 год несколько скоплений игл ещё оставалось на орбите.
Создание вокруг Земли искусственных колец может использоваться как способ изменения климата. Так, по проекту американской компании Star Technology and Research, создание каменного кольца на экваториальной орбите позволило бы уменьшить поток солнечных лучей в экваториальных районах Земли и компенсировать влияние глобального потепления. Стоимость проекта оценивается в сумму от 6 триллионов до 200 триллионов долларов США в случае создания каменного кольца и 500 миллиардов долларов США при создании кольца из искусственных спутников Земли.
При этом отмечается, что любые попытки глобального воздействия на климат являются опасными, так как отсутствует достаточное понимание процессов изменения климата, в частности их стабильности.

## В искусстве и культуре

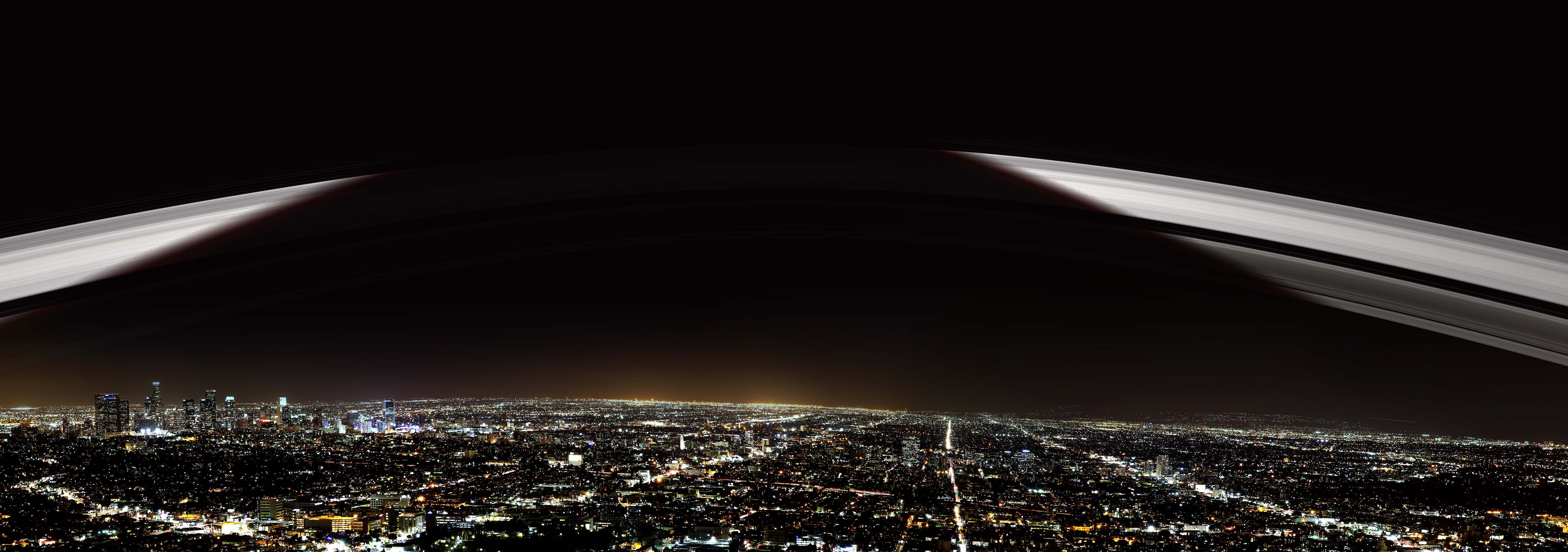

- Во втором сезоне телесериала «Грозовые камни» главный герой уничтожает гигантскую комету, угрожающую жизни на Земле. Её обломки образуют кольцо.
- В фильме «Машина времени» (2002) из-за термоядерных взрывов, используемых при строительстве лунной колонии, Луна раскалывается и образует кольцо из своих обломков.
- В фильме «Звёздный десант» в одном из эпизодов имеется искусственное кольцо вокруг Луны, используемое, видимо, как гигантский порт для межпланетных кораблей.
- В аниме «Mobile Suit Gundam 00» Землю опоясывает искусственное кольцо на трёх подпорках, которое используется людьми в качестве массивной солнечной электростанции.